# Omgekeerde
Het omgekeerde, ook: de omgekeerde, of de reciproque (vaak geschreven als 'reciproke') van een getal of grootheid is 1 gedeeld door dat getal of die grootheid. De omgekeerde van een breuk ontstaat door teller en noemer te verwisselen.
- Het omgekeerde van 7 is 1/7 en het omgekeerde van 2/3 is 3/2.
- Het product van twee getallen die elkaars omgekeerde zijn, is gelijk aan 1.

In oud taalgebruik ontstaat het omgekeerde door 'delen door' in 'delen op' te vervangen. In 2/3 wordt 2 door 3 gedeeld of 3 gedeeld op 2 en voor 3/2 is dat: 2 wordt gedeeld op 3, of 3 wordt gedeeld door 2.
Enkele SI-eenheden zijn het omgekeerde van andere eenheden:
- de hertz is de omgekeerde van de seconde: 1 Hz = 1/s = s−1
- de dioptrie is de omgekeerde van de meter: 1 dpt = 1/m = m−1
- de siemens is de omgekeerde van de ohm: 1 S = 1/Ω = Ω−1

Het omgekeerde van bijvoorbeeld de variabele {\displaystyle x} wordt geschreven als {\displaystyle x^{-1}}. Het omgekeerde moet niet worden verward met het tegengestelde of met een inverse bewerking. De inverse bewerking van de sinus is de arcsinus en die wordt vaak genoteerd als sin−1. In de abstracte algebra is het omgekeerde de inverse bewerking van de bewerking die meestal met een vermenigvuldigingsteken genoteerd wordt, bijvoorbeeld de tweede bewerking van een ring of een lichaam.
Aftrekken is in de rekenkunde de inverse bewerking van optellen.

## Toepassing
Een deling waarbij de deler een breuk is, kan uitgevoerd worden door het deeltal te vermenigvuldigingen met het omgekeerde van de deler.
Delen door een breuk is vermenigvuldigen met het omgekeerde van die breuk.
Een voorbeeld hiervan is {\displaystyle 15:{\frac {3}{4}}=15\times {\frac {4}{3}}={\frac {60}{3}}=20}